# Răut (companie)
Societatea pe Acțiuni „Răut” este o companie cu capital majoritar de stat din Bălți, Republica Moldova. Din 11 iulie 2013, Răut SA este întreprinderea administratoare a Parcului Industrial „Răut”. Răut SA produce echipament hidroacustic (sonare, geamanduri hidroacustice etc.), echipament industrial, piese din metale feroase și neferoase, piese din mase plastice și cauciuc etc. 
Uzina este amplasata în zona industrială a sectorului Central pe o suprafață de 14,6 ha. 

## Istoric
Întreprinderea a fost înființată în anul 1944 în calitate de uzină mecanică. În acel an activitatea uzinei era îndreptată spre repararea tehnicii militare ale Armatei Roșii. După încheierea războiului, întreprinderea a început să producă unelеe și utilaje mecanice: ambreiaje, prese, mașini de găurit, piese de schimb pentru automobile, tehnică agricolă . În anul 1951 a fost transmisă Ministerului Industriei Navale U.R.S.S. cu reorganizarea în întreprindere specializată pentru elaborarea și producerea aparatajului hidroacustic de navigație, de cercetare, de măsurare și alt aparataj cu destinație specială (sonare, geamanduri hidroacustice etc.), iar din 1978 și producerea articolelor de larg consum. 
În 1976 în baza întreprinderii și a institutului de cercetări științifice „RIF”, în baza proiectărilor cărora se producea aparatajul hidroacustic de navigație, de cercetări maritime, de măsurări cu precizie înaltă etc., a fost organizată Asociația de producție „Lenin”.
În anul 1995 prin reorganizarea Asociației de producție „RĂUT” și Institutului de Cercetări Științifice „RIF” s-au organizat societățile de tip deschis S.A. „Răut”, S.A. ICȘ „RIF – AcvaAparat”, S.A. „Lot”. În 1995 pe teritoriul întreprinderii activau în jur de 10.000 de angajați. Dar, din cauza situației financiare dificile, datorate de lipsa de comenzi, numărul personalului s-a redus 977 persoane, dintre care permanente 566, în 2010.

## Întreprinderea administratoare a Parcului Industrial „Răut”

##### Mai multe despreParcul Industrial „Răut”.
Pe 11 iulie 2012, Guvernul i-a acordat titlul de „parc industrial” Societății pe Acțiuni „Răut”. Parcul Industrial a fost creat în baza activelor Răut SA, pe un teritoriu de 9,5 ha. 

## Producție
Printre produsele și serviciile de bază ale companiei pot fi menționate:
- Echipament hidroacustic
- Echipament industrial
- Piese din metale feroase și neferoase (turnare, presare, prelucrare mecanică etc.)
- Piese din mase plastice
- Piese din cauciuc etc.

De asemnea, întreprinderea oferă servicii de reparația antenelor, producerea pieselor ÎS „Calea Ferată din Moldova”, producerea utilajului pentru agenți economici: stații catodice de protecția gazoductelor, transformatoare de rețele.
Răut SA exportă echipamentul hidroacustic în India, Federația Rusă și alte țări. 